# Sonny Anderson
Pour les articles homonymes, voir Anderson.
Sonny Anderson, de son vrai nom Anderson da Silva, né le 19 septembre 1970 à Goiatuba (État de Goiás, Brésil), est un footballeur international brésilien reconverti en entraîneur puis dirigeant.
En France, il remporte trois fois le championnat, en 1997 avec l'AS Monaco puis en 2002 et 2003 avec l'Olympique lyonnais, qui remporte là ses premiers titres. Il est élu meilleur joueur du championnat en 1997, et en est trois fois le meilleur buteur du championnat, en 1996, 2000 et 2001. Il est aussi notamment champion d'Espagne en 1998 et en 1999 avec le FC Barcelone.

## Biographie

### Jeunesse
Son frère aîné, Toninho, était également footballeur.

### Carrière en club

#### Formation au Brésil (1984-1992)
Formé à Jaú, Anderson fait ses classes au Vasco de Gama au Brésil (1987-1990), puis au Guarani de 1990 à 1992. 

#### Servette FC (1992-1993)
Il découvre l'Europe en signant au Servette FC en Suisse durant l'été 1992. Après une saison et demie, où il termine meilleur buteur du championnat helvétique et découvre la Coupe d'Europe via la Coupe de l'UEFA.

#### Olympique de Marseille (1993-1994)
Il débarque en France à l'Olympique de Marseille. Dans un club phocéen miné par les affaires (l'affaire OM-VA et les soucis de trésorerie), le président Bernard Tapie a dû vendre la majorité de ses joueurs offensifs pour espérer renflouer les caisses du club. Sonny représente alors une option très peu onéreuse, mais surtout prometteuse. Il effectue donc rapidement son premier match en Division 1 le 28 novembre 1993 face au FC Martigues. Il ne reste malheureusement que six mois à l'OM, vice-champion de France mais rétrogradé par la DNGC en Division 2 à l'issue de la saison, en raison de l'affaire OM-VA. Mais ces six mois ont marqué les esprits à Marseille, comme dans toute la France, Sonny réussissant à atteindre la 5e place des meilleurs buteurs avec 16 buts marqués en seulement 20 matches de championnat disputés, passant du statut de parfait inconnu à celui de buteur reconnu. 

#### AS Monaco (1994-1997)
Le joueur file ainsi à l'AS Monaco à l'été 1994. À Monaco, malgré une première saison gâchée par une blessure initiale, il devient vite aussi irrésistible qu'efficace, remportant le championnat de France 1997 et cumulant aussi les distinctions individuelles : meilleur buteur du championnat en 1996 (21 buts), il est élu Étoile d'Or par France Football la même saison, mais aussi meilleur joueur du championnat en 1997. 

#### FC Barcelone (1997-1999)
Désormais considéré comme l'un des meilleurs attaquants d'Europe et véritable joueur emblématique du championnat de France, il s'engage pourtant avec le FC Barcelone, qui débourse la bagatelle de 125 millions de francs pour l'acquérir. Le journal L'Équipe titrera le jour de son départ « La France perd Anderson ».
Si sa première saison catalane est satisfaisante, dans un club où la concurrence est très forte, Sonny se retrouve régulièrement sur le banc lors de sa deuxième saison. 

#### Olympique lyonnais (1999-2003)
C'est ainsi qu'en 1999, las de se morfondre sur le banc du Barça, qui lui a permis tout de même de remporter deux championnats, une coupe et une Supercoupe d'Europe, il accepte la proposition du président de l'Olympique lyonnais, Jean-Michel Aulas, de revenir en France. Le club, qui vient d'accueillir un nouvel actionnaire (Pathé), obtient le transfert du joueur pour 120 millions de francs (17,77 millions d'euros), frappant ainsi un gros coup sur le marché des transferts et faisant de Sonny la figure de proue de ses grandes ambitions. Il arrive officiellement à Lyon le 18 juin 1999.
Sonny ne tarde pas à confirmer les attentes du président lyonnais et hisse l'OL vers les sommets du foot français. Ses deux premières saisons sont pleines sur le plan personnel, puisqu'il est à nouveau meilleur buteur du championnat de France en 2000 et en 2001 et permet au club lyonnais d'accrocher le podium (3e en 2000 et 2e en 2001) et de remporter la Coupe de Ligue en 2001. Ses deux dernières saisons au club rhodanien sont marquées par quelques blessures, mais voient le club titré pour la première fois en championnat en 2002 et à nouveau la saison suivante.

#### Villarreal CF (2003-2004)
Il part à l'été 2003 à Villarreal, où il retrouve toutes ses sensations de buteur et permet au club espagnol d'atteindre les demi-finales de la Coupe de l'UEFA en 2004, une première dans l'histoire du club. Il est à noter que Sonny avait déjà atteint les demi-finales de la Coupe de l'UEFA en 1997 avec l'AS Monaco. 

#### Al-Rayyan (2004-2005) puis Al-Gharafa (2005-2006)
Il termine en roue libre sa carrière au Qatar pendant presque deux saisons, d'abord à Al-Rayyan SC.
Il s'offre un dernier challenge à Al-Gharafa SC. 

#### Fin de carrière
Sonny Anderson conclut sa carrière de footballeur lors de son jubilé organisé au stade de Gerland le 11 juin 2007 devant plus de 30 000 spectateurs. Il marque trois buts pour une victoire de ses amis face à l'équipe de l'OL vainqueur du titre en 2002 (5-3 dont le dernier des 5 buts inscrits par son fils Loïc). Au total, Sonny Anderson aura joué 221 matchs et inscrit 138 buts dans le championnat de France. En 2022, le magazine So Foot le classe dans le top 1000 des meilleurs joueurs du championnat de France, à la 40e place.

### Carrière internationale
Sonny Anderson compte 7 sélections en Seleção pour 1 but, la première fut en août 1997 contre la Corée du Sud, à 26 ans. La concurrence est rude au poste d'attaquant à l'époque, avec notamment Rivaldo et Ronaldo et à un degré moindre Giovane Elber. Il fait partie de la liste pour la Coupe des Confédérations en 2001, sans y avoir réellement sa chance.

### Carrière de dirigeant et de consultant

#### Entraîneur des attaquants à l'Olympique lyonnais (2006-2011)
Le club lyonnais écoute son souhait et lui permet de devenir ambassadeur de l'OL et entraîneur des attaquants de l'équipe première et réserve de 2006 à 2011. Un stade de Lyon porte son nom, dans le 2e arrondissement.

#### Directeur sportif à Neuchâtel Xamax (2011)
En juin 2011, Anderson est proche d'une signature pour devenir l'entraîneur principal du club suisse de Neuchâtel Xamax, mais ne possédant pas la licence UEFA pro, il est finalement nommé directeur sportif. Le 24 juillet suivant, Anderson et son staff sont remerciés par l'actionnaire tchétchène Bulat Chagaev après deux défaites subies par le Xamax en deux journées depuis la reprise du championnat.

#### Consultant à BeIN Sports (2012-)
En juin 2012, il devient consultant sportif pour la chaîne BeIN Sports.

#### Conseiller sportif à Lyon-La Duchère (2021-)
En mai 2021, il devient conseiller sportif au club de Lyon-La Duchère.

#### Conseiller sportif à l'Olympique lyonnais (2023-2024)
Le 23 février 2023, Sonny Anderson revient à l'OL en qualité de conseiller sportif d'OL Groupe tout en conservant sa fonction de conseiller sportif à La Duchère et de consultant à BeIN Sports. À la suite du licenciement de Laurent Blanc le 11 septembre 2023, Anderson est nommé avec Jean-François Vulliez et Jérémie Bréchet entraîneur intérimaire. Il retrouve ses fonctions de conseiller le 18 septembre à la suite de la prise de fonction de Fabio Grosso. Mais son contrat n'est pas prolongé après l'achat du club par John Textor en 2024.

## Statistiques
| Saison                | Club                   | Championnat           | Championnat | Championnat | Coupe nationale | Coupe nationale | Coupe de la Ligue | Coupe de la Ligue | Supercoupe | Supercoupe | Compétition(s) continentale(s) | Compétition(s) continentale(s) | Compétition(s) continentale(s) | Brésil | Brésil | Total | Total |
| Saison                | Club                   | Division              | M.          | B.          | M.              | B.              | M.                | B.                | M.         | B.         | Comp.                          | M.                             | B.                             | M.     | B.     | M.    | B.    |
| 1988                  | CR Vasco da Gama       | Brasileirão           | 3           | 0           | -               | -               | -                 | -                 | -          | -          | -                              | -                              | -                              | -      | -      | 3     | 0     |
| 1989                  | CR Vasco da Gama       | Brasileirão           | 9           | 0           | -               | -               | -                 | -                 | -          | -          | -                              | -                              | -                              | -      | -      | 9     | 0     |
| 1990                  | CR Vasco da Gama       | Brasileirão           | 12          | 1           | -               | -               | -                 | -                 | -          | -          | -                              | -                              | -                              | -      | -      | 12    | 1     |
| Sous-total            | Sous-total             | Sous-total            | 24          | 1           | -               | -               | -                 | -                 | -          | -          | -                              | -                              | -                              | -      | -      | 24    | 1     |
| 1991-1992             | Guarani FC             | Brasileirão           | 36          | 4           | -               | -               | -                 | -                 | -          | -          | -                              | -                              | -                              | -      | -      | 36    | 4     |
| 1992-1993             | Servette FC            | Ligue nationale A     | 35          | 20          | -               | -               | -                 | -                 | -          | -          | -                              | -                              | -                              | -      | -      | 35    | 20    |
| 1993-1994             | Servette FC            | Ligue nationale A     | 17          | 11          | -               | -               | -                 | -                 | -          | -          | C3                             | 4                              | 2                              | -      | -      | 21    | 13    |
| Sous-total            | Sous-total             | Sous-total            | 52          | 31          | -               | -               | -                 | -                 | -          | -          | -                              | 4                              | 2                              | -      | -      | 56    | 33    |
| 1993-1994             | Olympique de Marseille | Division 1            | 20          | 16          | 4               | 0               | -                 | -                 | -          | -          | -                              | -                              | -                              | -      | -      | 24    | 16    |
| 1994-1995             | AS Monaco              | Division 1            | 23          | 11          | 5               | 6               | -                 | -                 | -          | -          | -                              | -                              | -                              | -      | -      | 28    | 17    |
| 1995-1996             | AS Monaco              | Division 1            | 34          | 21          | 5               | 1               | -                 | -                 | -          | -          | C3                             | 2                              | 1                              | -      | -      | 41    | 23    |
| 1996-1997             | AS Monaco              | Division 1            | 34          | 19          | 4               | 4               | -                 | -                 | -          | -          | C3                             | 10                             | 4                              | -      | -      | 48    | 27    |
| Sous-total            | Sous-total             | Sous-total            | 91          | 51          | 14              | 11              | -                 | -                 | -          | -          | -                              | 12                             | 5                              | -      | -      | 117   | 67    |
| 1997-1998             | FC Barcelone           | Liga                  | 23          | 10          | 7               | 0               | -                 | -                 | -          | -          | C1                             | 7                              | 1                              | 3      | 1      | 40    | 12    |
| 1998-1999             | FC Barcelone           | Liga                  | 24          | 6           | 1               | 0               | -                 | -                 | -          | -          | C1                             | 6                              | 4                              | 1      | 0      | 32    | 10    |
| Sous-total            | Sous-total             | Sous-total            | 47          | 16          | 8               | 0               | -                 | -                 | -          | -          | -                              | 13                             | 5                              | 4      | 1      | 72    | 22    |
| 1999-2000             | Olympique lyonnais     | Division 1            | 32          | 23          | 2               | 0               | 3                 | 2                 | -          | -          | C1+C3                          | 2+6                            | 0+3                            | 1      | 0      | 46    | 28    |
| 2000-2001             | Olympique lyonnais     | Division 1            | 29          | 22          | 4               | 2               | 3                 | 2                 | -          | -          | C1                             | 14                             | 5                              | 3      | 0      | 53    | 31    |
| 2001-2002             | Olympique lyonnais     | Division 1            | 25          | 14          | 2               | 1               | 2                 | 0                 | -          | -          | C1+C3                          | 1+4                            | 0+3                            | -      | -      | 34    | 18    |
| 2002-2003             | Olympique lyonnais     | Ligue 1               | 24          | 12          | 1               | 0               | -                 | -                 | -          | -          | C1+C3                          | 6+1                            | 5+0                            | -      | -      | 32    | 17    |
| Sous-total            | Sous-total             | Sous-total            | 110         | 71          | 9               | 3               | 8                 | 4                 | -          | -          | -                              | 34                             | 16                             | 4      | 0      | 165   | 94    |
| 2003-2004             | Villarreal CF          | Liga                  | 35          | 12          | 2               | 0               | -                 | -                 | -          | -          | C3                             | 12                             | 7                              | -      | -      | 49    | 19    |
| 2004-2005             | Villarreal CF          | Liga                  | 3           | 1           | -               | -               | -                 | -                 | -          | -          | C3                             | 7                              | 4                              | -      | -      | 10    | 5     |
| Sous-total            | Sous-total             | Sous-total            | 38          | 13          | 2               | 0               | -                 | -                 | -          | -          | -                              | 19                             | 11                             | -      | -      | 59    | 24    |
| 2004-2005             | Al-Rayyan SC           | Qatar Stars League    | 20          | 24          | -               | -               | -                 | -                 | -          | -          | -                              | -                              | -                              | -      | -      | 20    | 24    |
| 2005-2006             | Al-Gharafa SC          | Qatar Stars League    | 19          | 6           | -               | -               | -                 | -                 | -          | -          | -                              | -                              | -                              | -      | -      | 19    | 6     |
| Total sur la carrière | Total sur la carrière  | Total sur la carrière | 457         | 233         | 37              | 14              | 8                 | 4                 | -          | -          | -                              | 82                             | 39                             | 8      | 1      | 592   | 291   |

## Palmarès

### En club
- Vainqueur de la Supercoupe d'Europe en 1997 avec le FC Barcelone
- Champion du Brésil en 1989 avec Vasco da Gama
- Champion de Suisse en 1994 avec le Servette FC
- Champion de France en 1997 avec l'AS Monaco, en 2002 et en 2003 avec l'Olympique lyonnais
- Champion d'Espagne en 1998 et en 1999 avec le FC Barcelone
- Vainqueur de la Coupe d'Espagne en 1998 avec le FC Barcelone
- Vainqueur de la Coupe de la Ligue en 2001 avec l'Olympique lyonnais
- Vainqueur de la Coupe Intertoto en 2004  avec Villarreal CF
- Vainqueur du Trophée des Champions en 2002 avec l'Olympique lyonnais
- Vice-champion de France en 1994 avec l'Olympique de Marseille et en 2001 avec l'Olympique lyonnais

### Distinctions individuelles
- Meilleur buteur de Ligue nationale A en 1993 (20 buts) avec le Servette FC
- Meilleur buteur de Division 1 en 1996 (21 buts) avec l'AS Monaco, en 2000 (23 buts) et en 2001 (22 buts) avec l'Olympique Lyonnais
- Meilleur buteur de Qatars Stars League en 2005 (24 buts) avec Al Rayyan
- Meilleur buteur de la Coupe de l'UEFA en 2004 (7 buts) avec Villarreal CF
- Meilleur buteur de la Coupe de France en 1995 (6 buts)
- Élu meilleur joueur étranger de Ligue nationale A en 1993 avec le Servette FC
- Élu meilleur joueur étranger de Division 1 en 1996 avec l'AS Monaco
- Élu meilleur joueur de Division 1 en 1997 avec l'AS Monaco
- Membre de l'équipe-type de Division 1 en 1997, 2000 et en 2001